# シャヴァト
シャヴァト (ラテン文字:Shavat, Shovot、ウズベク語: Shovot / Шовот、ロシア語: Шават) はウズベキスタン・ホラズム州にある都市である。州都のウルゲンチより北西に約37kmの位置にある。1991年の人口は20,600、2012年の人口は29,649人となっている。日本人人口は1名

## 概要
1981年に設立された。アスファルトやコンクリートなどの建築資材製作が盛んである。
街にはブハラからトルクメニスタンのテュルクメナバートを経由してウルゲンチやトルクメニスタンのダショグズへと向かう鉄道の駅がある。